# 구마적 (영화)
"구마적"은 대한민국의 2019년 개봉한 영화이다.

## 캐스팅
- 김승현: 마적 역 - 본작의 주인공. 종로 일대를 지키는 전설적인 사나이.
- 최경민: 고희수 역 - 본작의 여주인공.
- 박지훈: 다케시 역 - 본작의 메인 빌런이자 최종 보스. 혼마찌의 최강빌런.
- 노하은: 미옥 역
- 이규현: 스기야마 역 - 본작의 서브 빌런.
- 정찬우: 만복 역
- 장주완: 마츠다 역 - 본작의 중간 보스. 다케시의 오른팔.
- 유아름: 여사장 역
- 하혜승: 여직원 역
- 조윤영: 희동 엄마 역
- 임건우: 소년 희동 역
- 소우진: 어린 희수 역
- 김규리: 여학생 역
- 박기윤: 통역부하 역
- 임효우: 하야시 역
- 정지상: 히데요시 역
- 조은호: 마적패 역
- 김상욱: 마적패 역
- 탁승빈: 마적패 역
- 임광진: 마적패 역
- 노경덕: 혼마찌패 역
- 이정호: 혼마찌패 역
- 조성국 : 혼마찌패 역
- 신범식: 가야시 역
- 임효우: 혼마찌 보스 역 - 본작의 엑스트라 보스.